# El amo del camino
El Amo del Camino es el primer corte del álbum del regreso de la banda de heavy metal Rata Blanca, en su álbum El Camino del Fuego (2002). La canción obtuvo una gran acogida por el público, que esperaba ansioso escuchar nuevo material tras casi 2 años y medio de separados. En 2002 salió a la venta un sencillo llamado "Highway on Fire"  que contenía la versión en inglés de la canción bajo el nombre de "Master of the Highway", y que también contenía la versión en inglés de "Volviendo a Casa" y la instrumental "La Danza del Fuego", que era originaria del álbum debut de Walter Giardino, en su proyecto "Temple" de 1998.
El estilo de la canción recuerda a la banda australiana AC/DC.

## Videoclip
El videoclip muestra a la banda tocando en vivo la canción en el Luna Park, cuando llega a la parte del solo de guitarra, se muestra a Walter Giardino  quemando la guitarra y destruyéndola, para luego tirarla contra un parlante. También se puede ver en el videoclip al nuevo baterista Fernando Scarcella, que había sido parte del proyecto solista de Walter, y que hasta principios de enero de 2024 fue el baterista de la banda.

## Miembros
- Adrián Barilari (11/11/1959-) - Voz
- Walter Giardino (6/3/1960-) - Guitarra líder
- Fernando Scarcella (6/9/1975-) - Batería
- Guillermo Sánchez (22/12/1964-) - Bajo
- Hugo Bistolfi (21/12/1964-) - Teclados